# Another 48 Hrs.
Another 48 hrs. es una película estadounidense de 1990, dirigida por Walter Hill y protagonizada por Eddie Murphy y Nick Nolte, con Brion James, Kevin Tighe Ed O'Ross, David Anthony Marshall y Andrew Divoff, entre otros en el reparto. Fue dirigida por Walter Hill y escrita por Roger Spottiswoode, Larry Gross, Steven E. de Souza, John Fasano, Jeb Stuart y el mismo Walter Hill, sobre una historia original de Eddie Murphy. Esta producida por Lawrence Gordon, Robert D. Wachs y Paramount Pictures.
Es la secuela de la película 48 Hrs de 1982, la cual es considerada como la primera película del subgénero Buddy Cop en la historia del Cine y fue donde debutó en el cine el actor Eddie Murphy

## Argumento
El detective Jack Cates (Nick Nolte) lleva cinco años tras la pista de un supuesto capo del crimen organizado llamado "The Iceman" (El Témpano en España y El Hielero en Hispanoamérica) de quien no se conoce su identidad. Siguiendo el rastro de Iceman, Cates se ve involucrado en un tiroteo en una pista de Motocross donde mata a un hombre que lo ataca con revólver, pero el revólver nunca es encontrado en la pista y Jack Cates es acusado de asesinato y suspendido del servicio por el detective de asuntos internos Blake Wilson (Kevin Tighe) quien no cree en la existencia de Iceman y lleva años buscando la caída de Cates. Para probar su inocencia, comprobar la existencia de Iceman y limpiar su nombre, Jack Cates tendrá que pedir de nuevo la ayuda de Reggie Hammond (Eddie Murphy) quien es el único que conoce la identidad de "The Iceman", razón por la cual fueron contratados para matarlo, dos criminales llamados Willie Hickok (David Anthony Marshall) y Richard "Cherry" Ganz (Andrew Divoff), este último resulta ser el hermano de Albert Ganz, el mismo criminal que Reggie Hammond traicionó en la primera película y a quien mató Jack Cates. Razones más que suficientes para que Richard "Cherry" Ganz acepte el trabajo y se lo tome personal.  Ahora Jack Cates y Reggie Hammond tienen 48 horas para encontrar a Iceman y a los asesinos que están tras sus cabezas, antes de que Cates se quede definitivamente sin trabajo y vaya a la cárcel.

## Reparto
- Eddie Murphy .... Reggie Hammond
- Nick Nolte .... Det Sgt. Jack Cates
- Brion James .... Det. Sgt. Frank Kehoe "Iceman"
- Kevin Tighe .... Det. Lt. Blake Wilson
- Ed O'Ross .... Frank Cruise
- David Anthony Marshall .... Willie Hickok
- Andrew Divoff .... Richard "Cherry" Ganz
- Bernie Casey .... Kirkland Smith
- Brent Jennings .... Tyrone Burroughs
- Ted Markland .... Malcolm Price
- Tisha Campbell .... Amy Smith
- Felice Orlandi .... Warden
- Edward Walsh .... Det. Joe Stevens
- Page Leong .... Angel Lee
- Edgar Small .... Judge
- Frank McRae .... Capt. Haden (Todas sus escenas fueron cortadas del metraje final)

## Producción

### Escritura del guion
La historia original es de Eddie Murphy, quien la escribió en un borrador con el seudónimo de Fred Braughton. Luego se lo pasó a Walter Hill, quien lo tuvo durante varios días sin decidirse si valía la pena dirigirla, hasta que Nick Nolte le aconsejó hacerlo. Larry Gross, que participó en el guion de la primera película, empezó a escribirlo junto a John Fasano y Jeb Stuart. Luego se unieron Roger Spottiswoode y Steven E. de Souza, quienes también participaron en el guion de la primera película, para pulir aspectos de los personajes. En el guion también participó el mismo Walter Hill.

### Rodaje
El rodaje empezó oficialmente el 3 de enero de 1990. A diferencia de la primera película, la cual se rodó casi en su totalidad es Los Ángeles, California, Another 48 hrs. sí tuvo más escenas rodadas en San Francisco, que es donde realmente transcurre la historia de las dos películas. Algunas escenas se rodaron en la ciudad de Folsom, California. Las escenas en las que aparece Reggie Hammond en la cárcel, incluyendo cuando sale de la misma, se rodaron en la Prisión Estatal de Folsom. También se rodó en Folsom la escena en la que Jack Cates se encuentra en un restaurante y es tiroteado desde la calle. La secuencia del juicio contra Jack Cates se rodó en el Ayuntamiento de Los Ángeles; cuando Cates y Hammond suben corriendo las escalinatas se puede ver la fachada del edificio. También se rodaron algunas escenas en Las Vegas, Nevada. El rodaje terminó oficialmente el 18 de abril de 1990.

## Reducción del metraje original
Una polémica surgió en torno a esta película, ya que su metraje original fue considerablemente reducido. La película con el metraje completo duraría 145 minutos (2 horas y 25 minutos), pero fue reducido a 120 minutos sin que se sepa si ese primer corte fue hecho por Walter Hill o por Paramount Pictures. Luego se cortaron otros 25 minutos a solo una semana del estreno en cines, dejando la versión definitiva en 95 minutos, que es la que se conoce hasta ahora. Este último corte de 25 minutos sí fue hecho por Paramount Pictures. En consecuencia, la película quedó con varias lagunas argumentales y se desperdició la actuación de varios actores, mientras hubo otros que ni siquiera aparecieron. Este fue el caso de Frank McRae, quien retomó su papel de la primera película como el Capitán Haden, pero debido a la excesiva reducción del metraje no aparece en ninguna de las escenas de la edición final, a excepción de una breve toma sin acreditar de él saliendo de su oficina en la comisaría, casi al final de la película. Brion James se quejó al respecto en varias entrevistas que concedió, visiblemente molesto y asegurando que se suprimieron muchas de sus escenas clave, reduciendo su participación a unas cuantas apariciones en las que su personaje solo cobra una mediana importancia al final de la película. Durante años los cinéfilos han pedido la reedición de una versión con el material suprimido, pero hasta la fecha no hay planes para que ese material se haga público.

## Recepción

### Crítica
A diferencia de la primera película, la cual fue aclamada por la crítica, Another 48Hrs. fue muy mal recibida por ésta. A pesar de que se destacó la química aún vigente entre Nick Nolte y Eddie Murphy, la crítica puso de relieve los problemas del guion debido a la excesiva reducción del metraje original. En Rotten Tomatoes obtuvo una calificación del 18%, siendo catalogada como "podrida" basada en 23 reseñas. En Metacritic obtuvo una puntuación de 23 basada en 13 reseñas y con críticas generalmente desfavorables.

### Taquilla
A pesar de que a la película no le fue bien con la Crítica, en la taquilla sí le fue mucho mejor, recaudando incluso más que su predecesora. Incluso en Estados Unidos fue más taquillera que la primera película con una recaudación de $ 80’818.974 USD que sumados a los $72’700.000 USD de recaudación en el resto del mundo, dio una recaudación total de $153’518.974, cuadriplicando el presupuesto de $38’000.000 USD que costo hacer la película.

## Estrenos
| País                                                                          | Fecha de estreno                   |
| ----------------------------------------------------------------------------- | ---------------------------------- |
| Alemania                                                                      | Jueves 18 de octubre de 1990       |
| Argentina                                                                     | Jueves 4 de octubre de 1990        |
| Australia                                                                     | Jueves 9 de agosto de 1990         |
| Austria                                                                       | Viernes 19 de octubre de 1990      |
| Bélgica                                                                       | Miércoles 8 de agosto de 1990      |
| Belice · Costa Rica · El Salvador · Guatemala · Honduras · Nicaragua · Panamá | Viernes 21 de septiembre de 1990   |
| Brasil                                                                        | Viernes 19 de octubre de 1990      |
| Chile                                                                         | Viernes 14 de septiembre de 1990   |
| Colombia                                                                      | Jueves 13 de septiembre de 1990    |
| Corea del Sur                                                                 | Sábado 27 de octubre de 1990       |
| Dinamarca                                                                     | Viernes 10 de agosto de 1990       |
| Ecuador                                                                       | Miércoles 5 de septiembre de 1990  |
| Egipto                                                                        | Lunes 25 de marzo de 1991          |
| España                                                                        | Jueves 11 de octubre de 1990       |
| Estados Unidos · Canadá                                                       | Viernes 8 de junio de 1990         |
| Filipinas                                                                     | Miércoles 19 de septiembre de 1990 |
| Finlandia                                                                     | Viernes 3 de agosto de 1990        |
| Francia                                                                       | Miércoles 15 de agosto de 1990     |

| País                 | Fecha de estreno                 |
| -------------------- | -------------------------------- |
| Grecia               | Viernes 18 de enero de 1991      |
| Hong Kong            | Jueves 16 de agosto de 1990      |
| Hungría              | Jueves 8 de noviembre de 1990    |
| Israel               | Viernes 17 de agosto de 1990     |
| Italia               | Viernes 7 de septiembre de 1990  |
| Japón                | Sábado 20 de octubre de 1990     |
| Líbano               | Viernes 5 de octubre de 1990     |
| Malasia              | Jueves 8 de noviembre de 1990    |
| México               | Viernes 2 de noviembre de 1990   |
| Noruega              | Jueves 9 de agosto de 1990       |
| Nueva Zelanda        | Viernes 31 de agosto de 1990     |
| Países Bajos         | Jueves 30 de agosto de 1990      |
| Perú                 | Jueves 25 de octubre de 1990     |
| Portugal             | Viernes 24 de agosto de 1990     |
| Reino Unido Irlanda  | Viernes 21 de septiembre de 1990 |
| República Dominicana | Jueves 20 de septiembre de 1990  |
| Singapur             | Jueves 4 de octubre de 1990      |
| Sudáfrica            | Viernes 14 de septiembre de 1990 |
| Suecia               | Viernes 24 de agosto de 1990     |
| Suiza                | Viernes 19 de octubre de 1990    |
| Tailandia            | Sábado 11 de agosto de 1990      |
| Taiwán               | Sábado 21 de julio de 1990       |
| Turquía              | Viernes 11 de enero de 1991      |
| Uruguay              | Jueves 23 de agosto de 1990      |
| Venezuela            | Miércoles 22 de agosto de 1990   |

## Secuela
Gracias al éxito taquillero de la película, hubo mucho interés de hacer una tercera película, Durante años se habló del proyecto hasta el punto que Paramount Pictures le alcanzó a dar el título oficial de  "Yet Another 48 Hours", pero por motivos que hasta hoy se desconocen, aquel proyecto nunca se materializó. El 14 de diciembre de 2017, luego de años de especulación, Paramount Pictures anunció que ya no se haría una tercera película que cerrara la trilogía y que en cambio se haría un remake de la primera película, la cual será dirigida por los hermanos Ben Safdie y Joshua Safdie, escrita por Jerrod Carmichael y producida por Chernin Entertainment, la misma productora de las nuevas películas de El Planeta de los Simios. Hasta el momento no se ha dado más información oficial y el proyecto no tiene ni fecha de estreno, ni información sobre el reparto.